# Силвер-Бей (город, Миннесота)
Силвер-Бей (англ. Silver Bay) — город в округе Лейк, штат Миннесота, США. Площадь города — 21,1 км² (20 км² — суша, 1,2 км² — вода). Согласно переписи 2002 года, население составляет 2068 человек. Плотность населения — 103,5 чел./км².
- Телефонный код города — 218.
- Почтовый индекс — 55614.
- FIPS-код города — 27-60250[1].
- GNIS-идентификатор — 0658258[2].